# Horisme ustimaculata
Horisme ustimaculata là một loài bướm đêm trong họ Geometridae.